# Лещинский, Анджей (воевода дерптский)
Анджей Лещинский (1606—1651) — государственный деятель Речи Посполитой, воевода дерптский (1641—1651), староста дубенский (с 1636 года), дипломат и поэт.

## Биография
Представитель знатного магнатского рода Лещинских герба Венява. Старший сын воеводы белзского Рафаила Лещинского (1579—1636) от первого брака с Анной Радзиминской (1586—1635). Младшие братья — Рафаил, Богуслав и Владислав.
Вместе с братом Рафаилом учился в Эльблонге (1620—1630) и Торуни (ок. 1624), затем продолжил образование за границей: во Франкфурте-на-Одере, Базеле (ок. 1628), Страсбурге, Женеве и Орлеане. В 1635 году находился в Париже, где установил отношения с Гуго Гроцием. Находился в дружбе с французским дипломатом, графом Клодом д’Аво. В 1636 году после завершения образования Анджей Лещинский вернулся на родину.
Будучи диссидентом, Анджей Лещинский заботился о протестантской церкви в своих имениях, принимал участие в синодах. В 1636 году после смерти своего отца, воеводы белзского Рафаила Лещинского, Анджей унаследовал Баранув-Сандомерский, сёла в Сандомирском воеводстве, Старый Чарторийск и Новый Чарторийск в Волынском воеводстве, а также староство дубенское.
В 1639 году построил в Чарторыйске деревянную доминиканскую церковь для своей первой супруги Анны Корецкой, а его вторая жена Катарина Немирович была арианкой. Был главным покровителем протестантских церквей в Барануве-Сандомерском, Романуве и Берестечке.
В марте 1641 года Анджей Лещинский получил должность воеводы дерптского и стал сенатором Речи Посполитой, но не принимал активного участия в политике.

## Семья
Анджей Лещинский был трижды женат. В 1636 году первым браком женился на Анне Корецкой (1618—1643), единственной дочери князя Самуила Корецкого (ок. 1586—1622) и Екатерины Могилы. Дети:
- Самуил Лещинский (1637—1676), обозный великий коронный и воевода дерптский

В 1644 году вторично женился на Катарине Немирич, дочери подкомория киевского Стефана Немирича и вдове Павла Кшиштофа Синюты (1589—1640), лидера аринского движения на Волыни.
Около 1646 года его третьей женой стала Кристина Струсь (ок. 1605—1647), дочь старосты галицкого Николая Струся и Софии Ожеховской, вдова старосты брацлавского и винницкого Адама Калиновского (ок. 1602—1638), и воеводы белзского и русского, князя Константина Вишневецкого (1564—1641). Второй и третий браки были бездетными.
Его единственный сын Самуил перешел под опеку дядей Богуслава и Владислава. Богуслав Лещинский взял племянника на воспитание и склонил его к переходу из кальвинизма в католичество.